# 庫滕巴赫河

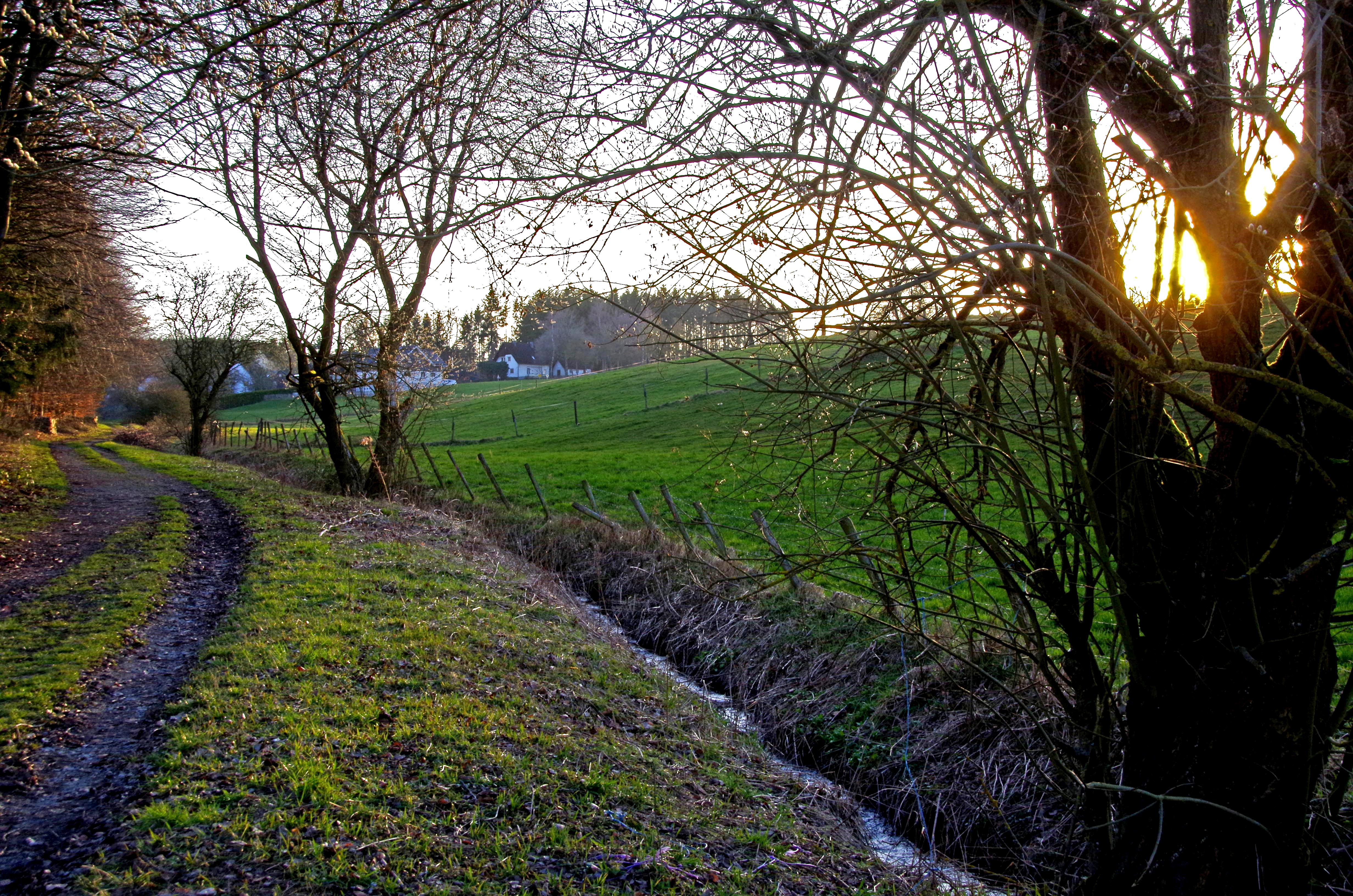

庫滕巴赫河（德語：Kuttenbach），是德國的河流，位於該國西部，處於北萊茵-威斯特法倫州，屬於烏爾夫特河的左支流，河道全長5.3公里，流域面積4.5平方公里。